# Cerithium kreukelorum
Cerithium kreukelorum is een slakkensoort uit de familie van de Cerithiidae. De wetenschappelijke naam van de soort is voor het eerst geldig gepubliceerd in 2012 door van Gemert.